# Volksversammlung der Westukraine

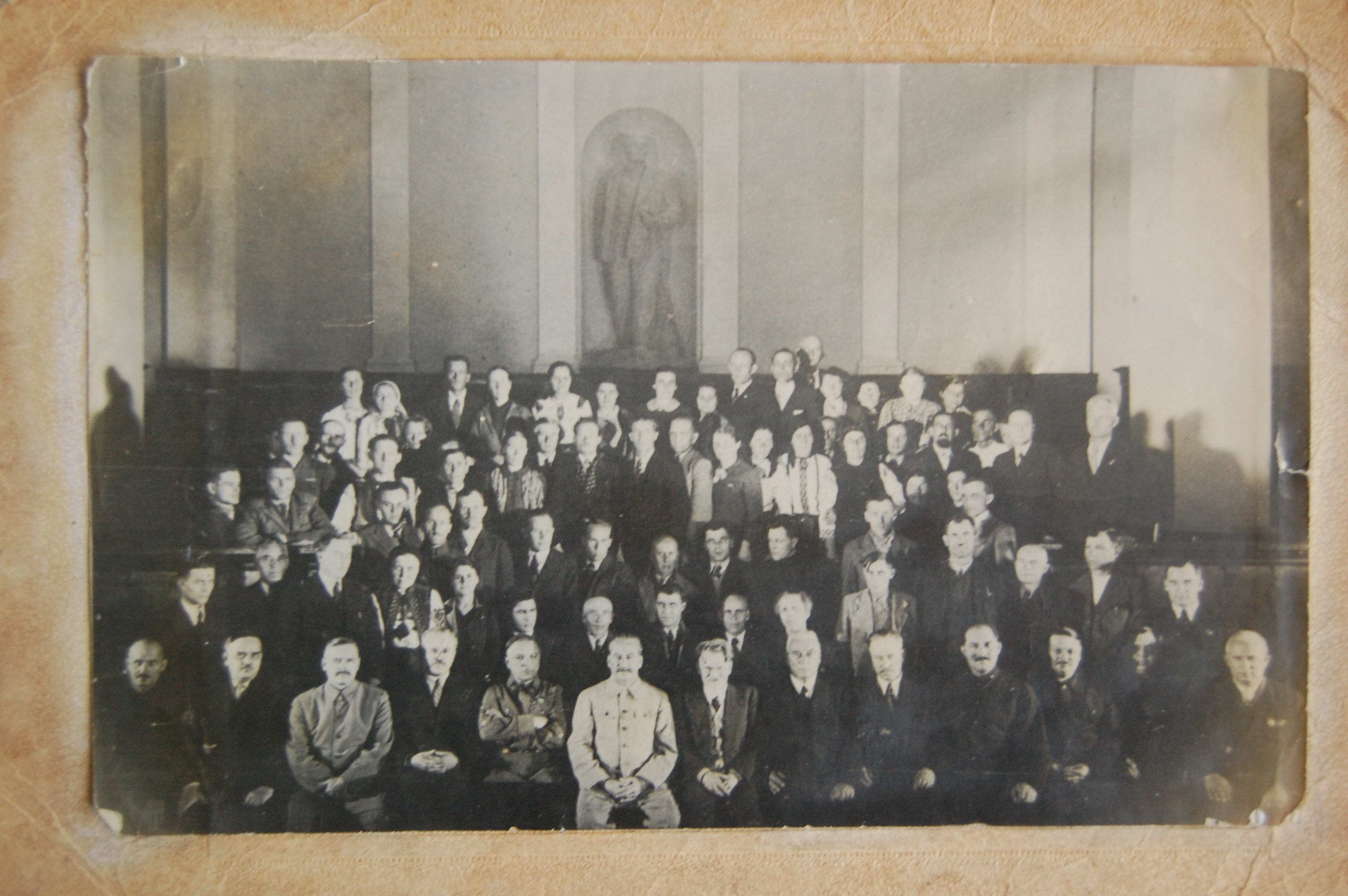
Treffen der Delegierten der Volksversammlung der Westukraine mit der sowjetischen Führung in Moskau (1. November 1939)

Die Volksversammlung der Westukraine (ukrainisch Народні збори Західної України) war ein Gremium, das von der Sowjetunion gegründet wurde, um eine Rechtsgrundlage für die Annexion der ehemals zu Polen gehörenden westukrainischen Gebiete zu schaffen.

## Vorbereitung
Als Folge des deutsch-sowjetischen Nichtangriffspakts und des Überfalls auf Polen kam es am 28. September 1939 zum Deutsch-Sowjetischen Grenz- und Freundschaftsvertrag, durch den die Westgrenze der Sowjetunion neu gesetzt wurde. Die Westukraine war für Josef Stalin als neuer Besitz seines Landes und als Sicherheitszone an seinen Westgrenzen von Interesse. Am 1. Oktober 1939 befasste sich das Politbüro der Kommunistischen Partei der Sowjetunion mit Fragen bezüglich der Westukraine. Bei dieser Sitzung in Moskau wurde die Entscheidung getroffen, eine ukrainische Volksversammlung abzuhalten, deren Aufgabe es war, der Übertragung von Grundbesitzgrundstücken an Bauernkomitees zuzustimmen und die Frage nach dem Charakter der etablierten Regierung, die Einbeziehung der Westukraine in die Ukrainische SSR, sowie die Verstaatlichung von Banken zu klären. Die Initiative zur Abhaltung der Versammlung sollte von der provisorischen Verwaltung von Lwiw ausgehen. Die Einberufung dieses „verfassungsgebenden Gremiums“ sollte wie eine Initiative der Werktätigen Galiziens und Wolhyniens aussehen. Zur Organisation der Versammlung war die Bildung eines Komitees geplant, dem Mitglieder dieser Verwaltung, der Intelligenzija, Vertreter der Regionen, und Bauernkomitees angehören würden, die den Willen der Werktätigen lenkten.

Karte mit heutigen Staatsgrenzen. Das von der Sowjetunion annektierte Gebiet ist in Rot.

In den ersten Tagen der Besetzung Lwiws versuchten prominente ukrainische Politiker Galiziens Kontakte zu Vertretern der neuen Regierung herzustellen. Delegierte der Ukrainischen Nationaldemokratischen Vereinigung, der größten ukrainischen politischen Partei Polens, und anderer politischer Gruppen, trafen sich mit Vertretern der neuen Regierung in Kost Lewyzkyjs Büro. Sie forderten den Einfluss auf die Sicherheit, den Frieden und die Ordnung in Lwiw und versprachen im Gegenzug „Freiheit, Land, die freie Entwicklung der ukrainischen Kultur und des Wirtschaftslebens sowie die herzliche Unterstützung der sowjetischen Regierung für alle guten ukrainischen Initiativen.“ Einige Tage später verhaftete das NKWD Lewyzkyj und andere ukrainische und polnische Politiker, da es nicht wollte, dass sie mit ihrer Autorität in die sowjetischen Maßnahmen zur Annexion der Westukraine eingreifen.
Am 4. Oktober wandte sich die provisorische Verwaltung Lwiws auf Anweisung Moskaus mit Vorschlägen an die provisorischen Verwaltungen von Luzk, Stanyslawiw und Ternopil, Ausschüsse für die Organisation der Wahlen zur Volksversammlung einzurichten. Am 5. Oktober wurde die Zusammensetzung des Organisationskomitees und am nächsten Tag die „Bestimmungen für die Wahlen zur ukrainischen Volksversammlung der Westukraine“ genehmigt. Das Recht, Kandidatinnen und Kandidaten zu nominieren, war gemäß Artikel 20 dieser Verordnung „Bauernausschüssen, provisorischen Verwaltungen, Versammlungen der Werktätigen in Betrieben und Sitzungen der Arbeitsgarde und der Intelligenzija“ vorbehalten. In den ersten Wochen der sowjetischen Besetzung wurden regionale Komitees der Kommunistischen Partei der Ukraine (KPU) gegründet. Aus dem Osten der Ukrainischen SSR kamen führende Kader der Kommunistischen Partei, der Komsomol und der Gewerkschaftsorganisationen in der Westukraine an. Die Kandidatenliste wurde unter strenger Aufsicht der sowjetischen Besatzungstruppen erstellt. Viele von ihnen wurden von den Behörden in Moskau handverlesen und als Kandidatinnen und Kandidaten für die Wahlen zur Volksversammlung nominiert. Insgesamt wurden 1495 Bezirke geschaffen, für die in der Regel jeweils eine Kandidatin oder ein Kandidat nominiert wurde, die oder der zuvor von der lokalen Führung der KPU genehmigt wurde.

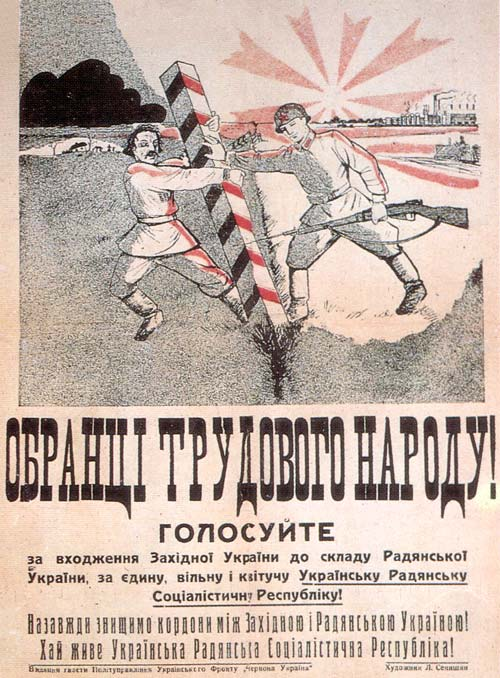
Sowjetisches Wahlplakat mit der Aufschrift: „Werktätige Wählerschaft! Stimmt für die Einbeziehung der Westukraine in die Sowjetukraine, für eine einzige, freie und blühende Ukrainische Sozialistische Sowjetrepublik! Wir werden die Grenzen zwischen der West- und der Sowjetukraine für immer zerstören! Es lebe die Ukrainische Sozialistische Sowjetrepublik!“

Die sowjetischen Behörden veranstalteten tägliche Kundgebungen und Agitationsarbeit. Die lokale Bevölkerung leistete Widerstand, der sich in Versuchen äußerte, Wahlkampf gegen einzelne Kandidaten oder die Durchführung der Wahlen im Allgemeinen zu betreiben. In einigen Siedlungen kam es während der Vorwahlen zu Scharmützeln zwischen Einheiten der Roten Armee und der Organisation Ukrainischer Nationalisten.

## Wahlen und Eingliederung
Die Wahlen fanden am 22. Oktober 1939 statt. NKWD-Gremien, deren Vertreter als politische „Agitatoren“ fungierten, leiteten, korrigierten und kontrollierten den „Wahlprozess“ streng. Ein Teil der Wählerschaft kam aus moralischem Druck und wegen der Gefahr von Repressalien und Verhaftungen in die Wahllokale, weil sie nicht in die Kategorie der Volksfeinde fallen wollten. Die Wahlen fanden ohne Gegenkandidaten statt, weil alle Versuche, sie aufzustellen, gescheitert waren. Polizisten gingen zu Häusern, um an die Wahlpflicht zu erinnern. Neben den Wahlurnen standen uniformierte Personen. Die Wahlbeteiligung lag bei 92,8 %. In acht Bezirken in Wolyn und in drei Bezirken in der Region Lwiw erhielten die Kandidatinnen und Kandidaten weniger als die Hälfte der Stimmen und die Wahlen dort wurden für ungültig erklärt. Bei den Wahlen waren u. a. Nikita Chruschtschow und Semjon Timoschenko anwesend. Wie Jan T. Gross anmerkt, war es die erste „praktische Lektion in Einschüchterung und Kollaboration, eine hervorragende Konditionierung sowohl für die Untertanen der neuen Ordnung als auch für deren Durchsetzer. Indem sie sich den Behörden unterwarfen und ihre Stimme abgegeben hatten, hatten sie ihre Unschuld verloren.“
Die Sitzungen der aus 1484 Abgeordneten bestehenden Volksversammlung fanden vom 26. bis 28. Oktober 1939 in der Nationaloper Lwiw statt. Auf ihrer ersten Sitzung verabschiedete die Volksversammlung einen Beschluss, „den Obersten Sowjet der UdSSR zu bitten, die Westukraine in die Sowjetunion anzunehmen und sie in die Ukrainische Sozialistische Sowjetrepublik aufzunehmen.“ Damit die Abgeordneten richtig abstimmen konnten, saßen unter ihnen ausgewählte Mitglieder des NKWD im Saal des Opernhauses. Innerhalb von drei Tagen wurden vier Erklärungen in voller Übereinstimmung mit dem in Moskau entworfenen Szenario angenommen: „Über die Errichtung der Sowjetmacht in der Westukraine“, „Über den Beitritt der Westukraine zur UdSSR und die Wiedervereinigung mit der Ukrainischen SSR“, „Über die Beschlagnahme von Guts- und Klostergrundstücken“, und „Zur Verstaatlichung von Banken und Großindustrie.“ Nach Abschluss der Volksversammlung fand in Lwiw eine Parade der Roten Armee statt.
Um einen Antrag auf den Beitritt zum Obersten Sowjet der UdSSR zu stellen, schickte die Volksversammlung eine gesonderte Delegation nach Moskau, die als „Autorisierte Kommission“ bezeichnet wurde. Sie traf sich am 1. November 1939 mit der sowjetischen Führung. Stalin war auch anwesend. An diesem Tag verabschiedete der Oberste Sowjet das entsprechende Gesetz über die Eingliederung der Westukraine in die Grenzen der UdSSR. Am 14. November 1939 verabschiedete die außerordentliche 3. Sitzung des Obersten Sowjets der Ukrainischen SSR der 1. Einberufung das Gesetz über die Eingliederung der Westukraine in die Ukrainische SSR. Nachdem die Versammlung ihren Zweck erfüllt hatte, wurde sie aufgelöst. Im Dezember 1939 wurden auf dem Territorium der Westukraine die Regionen Lwiw, Drohobytsch, Stanyslawiw, Ternopil, Riwne und Wolyn gebildet.